# Nguyễn Văn Chung (nhạc sĩ)
Nguyễn Văn Chung (sinh ngày 12 tháng 4 năm 1983) là một nhạc sĩ người Việt Nam.

## Thân thế và sự nghiệp
Nguyễn Văn Chung sinh ngày 12 tháng 4 năm 1983 tại Thành phố Hồ Chí Minh. Tốt nghiệp bậc Trung học tại trường Lê Hồng Phong, anh theo học tại Khoa Ngoại ngữ, chuyên ngành Du lịch, Đại học Ngoại ngữ - Tin học Thành phố Hồ Chí Minh. Năm nhất đại học, Nguyễn Văn Chung nảy nở tình yêu với một cô gái ở Long Xuyên. Sau đó, cô gái này định cư ở Mỹ, Nguyễn Văn Chung không nhận được bất cứ tin tức nào. Anh bắt đầu sáng tác nhạc để chia sớt những nỗi buồn của bản thân, những nhớ thương về mối tình đầu.
Ban đầu, việc sáng tác của Chung chỉ là không chuyên. Nhưng những tác phẩm của anh rất được công chúng đón nhận và đã có được chỗ đứng vững chắc trong làng âm nhạc. Ca khúc đầu tiên khi Nguyễn Văn Chung mới vào nghề là Người Thầy Năm Xưa, được ca sĩ Nguyên Vũ mua lại và trình bày, gặt hái được rất nhiều thành công. Sau đó, Nguyễn Văn Chung ký hợp đồng chuyên nghiệp với công ty Nhạc Xanh và cho ra đời những ca khúc đầu tiên như Đêm trăng tình yêu, Vầng trăng khóc, Tình yêu mang theo, Mộng thủy tinh...
Khoảng thời gian sau, Nguyễn Văn Chung gặp gỡ và yêu thương một cô gái khác tên là Kim Thanh (vợ anh sau này) (sinh 1988). Chính mối tình nhiều sóng gió nhưng cuối cùng lại có kết thúc đẹp này đã mang lại cho Nguyễn Văn Chung những cảm hứng sáng tác bất tận. Nguyễn Văn Chung cho biết đã có lúc tưởng chừng như sẽ mất cô mãi mãi nhưng cuối cùng lại được thấy nhau, lại mang cho nhau những nụ cười hạnh phúc. Đến tháng 8/2020, anh đã xác nhận đã ly hôn với Kim Thanh.
Hiện tại, Nguyễn Văn Chung đang điều hành công ty Sư Tử Bạc Entertainment, chuyên đào tạo, quản lý ca sĩ.

## Hợp tác
Nhạc sĩ Nguyễn Văn Chung từng hợp tác âm nhạc với nhiều ca sĩ. Trong giai đoạn khoảng 2003 - 2007, anh đã có sự hợp tác với nhóm GMC, Nhật Tinh Anh và Khánh Ngọc mà điển hình là các ca khúc hit Đêm trăng tình yêu, Vầng trăng khóc. Các album Cơn mưa bắt đầu tình yêu, Tình anh vẫn như thế (Nhật Tinh Anh); Ngỡ như giấc mơ, Tình pha lê (Khánh Ngọc) đã lấy ca khúc của Chung làm ca khúc chủ đề của album.
Phan Đinh Tùng
Thể hiện trong album Tùng Chung (12/2008, ghép tên ca sĩ với nhạc sĩ sáng tác). Ở album đã xảy ra một sự cố. Đó là việc bài hát Nếu em không phải một giấc mơ do Nguyễn Văn Chung sáng tác lại trùng tên và cả ý tưởng với một ca khúc của Thủy Tiên. Lý do là cả hai đã cùng sáng tác sau khi đọc truyện cùng tên của nhà văn Marc Levy.
Rap đến với tôi như một người bạn. Bọn tôi đã cùng nhau chia sẻ cảm xúc, tâm tình, bộc bạch những suy tư. Rap đem đến cho tôi nhiều cơ hội được đến gần hơn với khán giả và những người yêu thương mình. Đến giờ này, rap không còn là công việc, mà rap giống một người bạn đời nhiều hơn
Nhạc sĩ Nguyễn Văn Chung phát biểu buổi ra mắt quyển sách nhạc kỷ niệm hành trình 20 năm sáng tác, trên báo Tuổi trẻ.
Trước album Tùng Chung, Phan Đinh Tùng cũng đã thể hiện nhiều ca khúc của Nguyễn Văn Chung mà nổi bật có thể kể đến Ngồi bên em. Sau album Tùng Chung, Nguyễn Văn Chung còn hợp tác với Phan Đinh Tùng trong nhiều bài hát nữa như bài Hãy cứ là em (đặt lời).
Cao Thái Sơn
Sáng tác 4 ca khúc độc quyền trong đó có ca khúc chủ đề cho album Vol.7 Con đường mưa năm 2009, tiếp tục hợp tác ca khúc chủ đề và 1 ca khúc khác trong album Vol.8 - Cầu vồng sau mưa năm 2010.
Akira Phan
Thành công với album vol.1 "Đứng Dậy Vươn Vai" (8/2008) của Akira Phan có công rất lớn của Nguyễn Văn Chung. Hai ca khúc của anh "Mùa đông không lạnh" & "Đứng dậy vươn vai" rất được các bạn trẻ yêu thích, đặc biệt là Mùa đông không lạnh đã đưa Akira Phan đến gần với người nghe hơn. Sau album này, Akira Phan còn thể hiện nhiều bài hát nữa của Nguyễn Văn Chung như Nỗi nhớ đóng băng, Cây sao giấy...
Khánh Phương
Kể từ sau thành công của Chiếc khăn gió ấm. Những ca khúc khác của Chung do Khánh Phương thể hiện như Bỗng dưng yêu em, Xa muôn trùng mây, Chỉ là quá khứ...
Miu Lê
Miu Lê từng thể hiện các ca khúc của Nguyễn Văn Chung như: Bài thơ màu mực tím, Bức tranh trong tim, Quà cho anh, Quên như chưa từng yêu.
Ngô Trác Linh
Ngô Trác Linh là một trong bốn thành viên của nhóm nhạc Angels do nhạc sĩ Nguyễn Văn Chung đào tạo.
Những ca sĩ khác
Còn rất nhiều những ca sĩ khác từng thể hiện các sáng tác của Nguyễn Văn Chung mà nổi bật như Cẩm Ly, Xuân Mai, Quang Vinh, Tần Khánh, Chương Đan, Nguyên Vũ, Hoàng Yến Chibi, Quân A.P, Đông Nhi...
Dự án sáng tác của Nguyễn Văn Chung không chỉ gói gọn với những ca sĩ hàng top mà còn mở rộng với những ca sĩ trẻ đang muốn tìm chỗ đứng trên thị trường V-Pop hiện nay. Ngoài những cái tên đã nêu ở trên còn có thể kể đến: Tim (Cát Vũ) (Món quà vô giá), Huỳnh Nhã Lâm (Đồi hoa mặt trời), Nakun Nam Cường (Bay giữa ngân hà), Hoàng Nhân (Với lấy tình yêu), Tần Khánh (Chuyện Tình Dưới Mưa), JK Tuấn Minh (Cần một tình yêu)... Ngoài ra, bài hát của anh cũng được cover lại bởi một vài ca sĩ như Hoàng Yến Chibi (Đồi hoa mặt trời, ...), Quân A.P và Đông Nhi (Vầng trăng khóc). 
Nhạc sĩ Nguyễn Văn Chung cũng đã thử sức với việc hát (bài Hình bóng của mây). Nhưng anh chưa có ý định trở thành ca sĩ.
Nguyễn Văn Chung như mọi người hay nói là một hitmaker số một trong làng V-Pop, anh luôn biết tạo ra các hit nhằm giúp các ca sĩ có bước chạy đà hoàn hảo trước khi muốn thâm nhập vào thị trường V-Pop đầy khốc liệt.
Năm 2024, Nguyễn Văn Chung có sáng tác thuộc dòng nhạc vàng trữ tình dân ca với ca khúc "Xót lục bình trôi" do Chấn Minh thể hiện.

## Đời tư
Nguyễn Văn Chung kết hôn với Kim Thanh vào năm 2012, nhưng đã ly hôn sau đó 8 năm. Anh và Kim Thanh có nhau một đứa con trai tên là Hiếu Long (Bu). Anh có một cô con gái nuôi tên là Kim Anh (Suri) (là con của em gái anh).

## Tranh cãi

### Bị nghi ngờ đạo nhạc
Một sự kiện nổi bật diễn ra vào năm 2008 là rắc rối xoay quanh việc Nguyễn Văn Chung bị nghi ngờ đạo nhạc. Trên mạng xuất hiện hai ca khúc, một là Ua Ib Siab Mog (ca sĩ Paj Huab Lis và Muaj Kob Lauj) dân tộc H'Mông ở Thái Lan và một là Fa Pen Pa Yan của Lào giống hệt Vầng trăng khóc (Nhật Tinh Anh và Khánh Ngọc thể hiện). Ngoài ra còn 1 phiên bản nữa của Campuchia. Về phần nhạc sĩ Nguyễn Văn Chung, anh cũng khẳng định Vầng trăng khóc là ca khúc do mình tự sáng tác. Anh còn gửi công văn đến Sở Văn hóa thông tin, cục bảo vệ quyền tác giả và một số tờ báo lớn để làm rõ việc này.

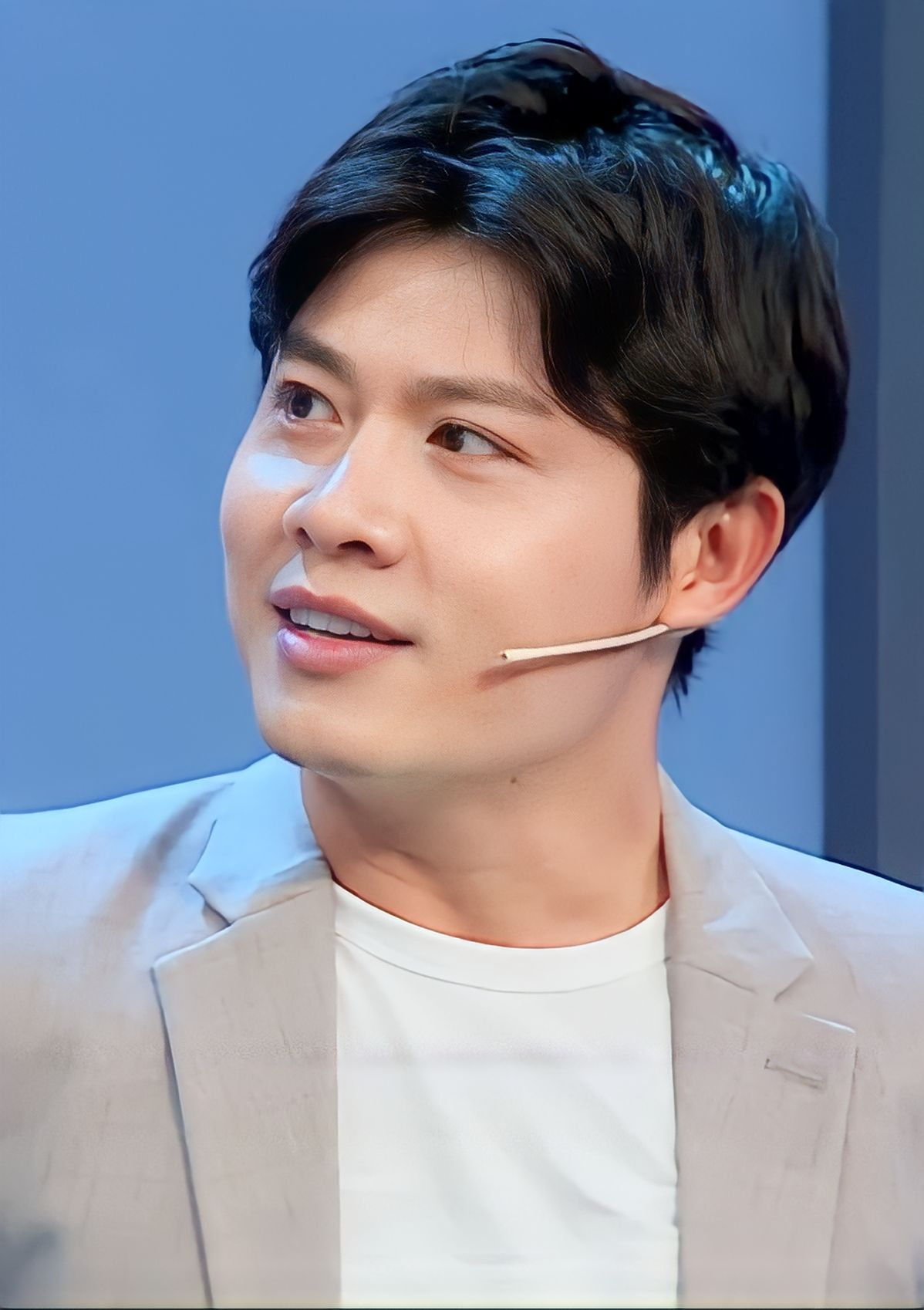
Nguyễn Văn Chung vào năm 2022

Một điều có thể đáng lưu tâm là hai ca khúc nước ngoài kia đều được công bố trên mạng (tung lên YouTube) vào đầu năm 2008 - sau khi Vầng trăng khóc phát hành (Vầng Trăng Khóc phát hành năm 2002 bằng đĩa mãi 2008 mới up lên Youtube. Ngoài tên bài hát và tên ca sĩ thể hiện được viết rõ ràng thì cả Fa Pen Pa Yan lẫn Ua Ib Siab Mog đều không ghi tên tác giả. Và đó chính là điều khó có thể xác minh ca khúc nào có trước, ca khúc nào có sau và ai "đạo" của ai. Thế nhưng, cư dân mạng lại có thêm một nghi ngờ mới khi Vầng trăng khóc gần giống với "một câu huýt sáo" của nhân vật chính, Duke Nukem, trong game Nintendo, phát hành 1991 và được "tái sinh" vào năm 1996... Nói về điều này, nhạc sĩ Nguyễn Văn Chung khẳng định: "Ca khúc Vầng trăng khóc hoàn toàn là do tôi sáng tác và tôi cũng không lấy ý tưởng từ bất cứ game nào cả. Đó chỉ là sự trùng hợp ngẫu nhiên".
Tháng 9 năm 2011, Nguyễn Văn Chung đã công bố việc Liên minh quốc tế các hiệp hội nhạc và lời thế giới (CISAC) và Hiệp hội Nhạc sĩ và Nhà sản xuất Âm nhạc Singapore (COMPASS) xác nhận ca khúc Vầng trăng khóc của Nguyễn Văn Chung xuất hiện đầu tiên, những clip và album có phiên bản giống bài Vầng trăng khóc của các ca sĩ Lào, Thái Lan, Campuchia và Trung Quốc xuất hiện sau đó đều không ghi tên tác giả. Tại Singapore, COMPASS đã chính thức cập nhật ca khúc Vầng trăng khóc với tên tác giả là Nguyễn Văn Chung trong phần mềm lưu trữ và quản lý thông tin toàn bộ ca khúc khu vực châu Á - MIS@ASIA - với mã số 6558306.

## Danh sách ca khúc
Danh sách này không đầy đủ, bạn cũng có thể giúp mở rộng danh sách.
- 12 con giáp
- Ai
- Ánh trăng xưa
- Anh hai
- Anh sẽ quên tất cả
- Anh sẽ ra đi
- Anh sẽ tốt thôi
- Ăn cơm cho thật ngoan
- Ba ơi về nhà
- Ba thật là giỏi
- Bà ôm vào lòng
- Bà ơi!
- Bài ca khu cách ly
- Bài thơ màu mực tím
- Bài hát của mưa
- Bài hát ru của mẹ
- Bài học lễ phép
- Bàn tay của cha
- Bạn ơi đừng khóc
- Bánh chưng bánh tét
- Bao lì xì đỏ
- Bão lòng
- Bay giữa ngân hà
- Bé chơi trung thu
- Bé đón tết sang
- Bé mừng sinh nhật
- Bé ngoan uống thuốc
- Bé ơi ngủ ngoan
- Bé vui Noel
- Bí mật nhỏ
- Bí mật cuối cùng của em
- Biết gọi ai giờ này?
- Bình minh dịu êm
- Bình yên vui xuân
- Bồ câu ơi
- Bồ công anh
- Bố ơi kể chuyện con nghe
- Bờ vai quá khứ
- Búp bê Barbie
- Búp sen non
- Bữa cơm mẹ nấu
- Bữa tối một mình
- Bức tranh trong tim
- Cách để quên một người
- Cafe đắng và mưa
- Cảm ơn
- Cảm ơn thiên thần (Thiên thần của mẹ)
- Cám ơn chú bộ đội
- Cần một chút
- Cánh chim hải âu
- Cánh đại bàng
- Cành phi yến trong mưa
- Cào cào lá tre
- Câu chuyện mùa thu
- Cần một tình yêu
- Cầu vồng bảy sắc
- Cầu vồng sau mưa
- Cây sao giấy
- Cây xương rồng mạnh mẽ
- Cha và con gái
- Cha yêu con, con trai
- Chàng trai bé nhỏ
- Chiều nay xuống phố
- Chỉ là quá khứ
- Chỉ trừ có anh
- Chị thương em lắm
- Chiếc khăn gió ấm
- Cho ta một ngày xa nhau
- Chờ (Ở nơi cuối đường)
- Chơi cả mùa hè
- Chưa từng thuộc về nhau
- Chúc bạn sinh nhật vui
- Chúc em ngủ ngon
- Chuyện tình dưới mưa
- Chuyện tình trong ngăn bàn
- Có một người yêu em
- Có những điều anh không thể
- Có lẽ anh phải quên em
- Cờ đỏ sao vàng
- Con đường mưa
- Con đường ngày đó
- Con gái nhỏ của ba
- Con yêu ai hơn
- Cơn gió mùa hè
- Cơn mưa bắt đầu tình yêu
- Cơn mưa nhỏ và nắng
- Cô ấy
- Cố chấp
- Cô bé bán diêm
- Cô ơi
- Cô đơn trong nhà mình (Vua bánh mì OST)
- Cổ tích đêm hè
- Cuối cho chúng mình
- Cuối cùng
- Cuốn tiểu thuyết buồn
- Cún con ơi
- Cười và khóc
- Dạ vũ
- Dắt Mẹ đi khắp thế gian
- Dù anh không phải thiên thần
- Dây thường xuân xanh biếc
- Dòng lưu bút cuối
- Dù thế nào đi nữa
- Đảo Ngọc lung linh
- Đại dương và anh
- Đau
- Đèn đỏ đèn xanh
- Đêm trăng tình yêu
- Đếm từng ngày xa anh
- Đêm về sáng
- Đi chơi biển mùa hiển
- Đi ngược chiều thương
- Điều tốt nhất cho em
- Điều em lo sợ
- Điều em không biết (Bỗng dưng yêu em)
- Điệu múa thiên nga
- Đồi hoa mặt trời
- Đợi chờ người thương
- Đủ tổn thương để mạnh mẽ
- Đừng buồn em
- Đừng buồn phiền
- Đừng buồn vì ly hôn
- Đừng nhớ em nữa
- Đứng dậy vươn vai
- Em chỉ yêu một người
- Em đợi anh
- Em là cô dâu đẹp nhất
- Em luôn ở trong tâm trí anh
- Em muốn làm
- Em nhớ
- Em nhớ búp sen hồng
- Em nói dối đấy
- Em tập hành quân
- Em say rồi
- Em yêu khoa học
- Gà mái và đàn con
- Gà trống gáy sáng
- Gia đình
- Gia đình nhỏ, hạnh phúc to
- Giá như em có thể
- Giấc mơ
- Giật mình trong đêm
- Gió vô tình
- Giọt mưa tan
- Giờ học nhạc
- Gửi những người phụ nữ tôi yêu
- Hạc giấy
- Hai người một ngã rẽ
- Halloween
- Hạnh phúc chính là em
- Hạnh phúc dành cho em
- Hạnh phúc trong mơ
- Hạnh phúc xuân ngời
- Happy birthday to you
- Hạt mưa long lanh
- Hạt mưa nhỏ và nắng
- Hay là chia tay
- Hãy buông tay em
- Hãy chỉ cho anh
- Hãy cứ là em (Lời)
- Hẹn với thiên thần
- Hình bóng của mây
- Hình bóng tình yêu
- Hồ trái tim
- Hôm nay tuổi mới
- Hoa anh đào trong gió
- Hoa hồng hoa trắng
- Hoa lưu ly
- Hoa mặt trời
- Hoa shala
- Học cách quên
- Hư vô
- Kẻ cắp giấc mơ (OST Đánh cắp giấc mơ)
- Kẻ đứng ngoài tình yêu
- Kể từ hôm nay
- Khám phá thế giới tuyệt vời
- Khép mi lại
- Khi cha già đi
- Khi đã nhạt phai
- Khi em đang khóc
- Khi mẹ ốm
- Khi vắng mẹ
- Khoảng trống
- Không còn em
- Không còn nước mắt
- Không thể nói (Lời Việt)
- Không thể quên
- Không thuộc về em
- Khúc nhạc tình
- Khu vui chơi thiếu nhi
- Kitty
- Kỷ niệm còn lại
- Ký ức bỏ quên
- Ký ức sân trường
- Ký ức tìm về
- Ký ức về em
- Lá chuồn chuồn
- Lá đa thần kỳ
- Lạc trong mưa
- Lạc vào thế giới anh
- Lạy mẹ Quan Âm
- Lìa đôi
- Lòng tốt sai người
- Lồng đèn trung thu
- Lời hứa của Cha
- Lời phật ánh sáng nhiệm màu
- Lỡ thương một người
- Màu mắt lạnh
- Mấy giờ con về
- Mẹ mang xuân về
- Mẹ nắm tay con
- Mẹ ơi! Con muốn về nhà
- Mẹ ơi có biết
- Mèo lười
- Mình em với em
- Mình là gì của nhau?
- Món quà vô giá
- Món quà tặng cô
- Mong chờ mãi tình em
- Mong em luôn hạnh phúc
- Mong manh tình yêu
- Mộng thủy tinh
- Mỗi ngày đều là ngày tình nhân
- Mỗi ngày con nhận ra
- Một nửa anh, một nửa em
- Mùa đông không lạnh
- Mùa đông mới
- Mùa Giáng Sinh an lành
- Mùa hè
- Mùa hoa Sữa về
- Mưa của ngày xưa
- Mưa mùa thu
- Mưa nước mắt
- Mưa Thất Tịch tháng Tám
- Mùa thu năm ấy
- Mừng ngày Phật Đản sanh
- Mừng sinh nhật của em
- Mười niềm vui
- Nàng Bạch Tuyết
- Nàng Tiên Cá
- Nắm tay em chặt anh nhé
- Nét chữ nết người
- Nếu anh là em
- Nếu đó là tình yêu
- Nếu em không phải một giấc mơ
- Nếu em phải khóc
- Nếu hạnh phúc không phải em
- Ngăn tủ thời gian
- Ngày cưới không anh
- Ngày đầu tiên (Shonichi)
- Ngày em đi
- Ngày hạnh phúc nhất của anh
- Ngày mai con khôn lớn
- Ngày mai lại tươi sáng
- Ngày thứ 48
- Ngẫm Kiều
- Ngỡ như giấc mơ
- Ngồi bên em
- Ngôi nhà hoa hồng I: Điều hạnh phúc
- Ngôi nhà hoa hồng II: Mưa nước mắt
- Ngôi nhà hoa hồng III: Khúc tương phùng
- Ngôi sao tình nhân
- Ngôi nhà bánh kẹo
- Ngủ đi con
- Người anh từng yêu
- Người hết thương mình
- Người, nỗi buồn và ta
- Người thầy năm xưa
- Nhật ký của mẹ
- Nhật ký ngày vắng em
- Nhật ký tím
- Nhớ ơn Bác Hồ
- Nhớ rửa tay bạn nhé
- Như chưa hề có cuộc chia ly
- Những điều con yêu
- Những câu chuyện cổ tích
- Những câu chuyện tình yêu
- Những điều cuối cùng
- Những điều đã qua
- Những giấc mơ về em
- Những ngày không nắng
- Những tháng ngày bình yên
- Những thói quen
- Niềm vui của thầy cô
- Nơi anh chờ em
- Nơi đâu bán phép màu
- Nơi sâu thẳm nỗi đau
- Nỗi buồn không đáy
- Nỗi đau
- Nỗi đau nào cũng qua
- Nỗi nhớ đóng băng
- Nụ cười của nắng
- Nụ cười đắng
- Nụ cười thiên sứ
- Nụ cười từ thiên đường
- Nước mắt Xử Nữ
- Ông bà hiền lắm
- Ông có cả đồng quê
- Ông già Noel
- Ở lại và ra đi
- Pha lê tím
- Phải chăng là tình yêu
- Phải chi
- Phía sau lưng cha
- Phượng nhớ
- Quà cho anh
- Quả cầu tuyết
- Quê em
- Quên như chưa từng yêu
- Quyền trẻ em
- Sài Gòn không em
- Sao bắc đẩu
- Sao trong bình
- Sau ánh hào quang
- Sau bữa tiệc vui
- Sau những ngày hạnh phúc
- Sinh nhật của bé
- Song song
- Sóng xa bờ
- Sức khỏe là vàng
- Sương biệt ly
- Tạm biệt anh
- Tặng cho con
- Tấm ảnh cũ
- Tập thể dục buổi sáng
- Thanh xuân hạnh phúc
- Thả trôi nỗi nhớ
- Tết sang
- Tết xa
- Thật sự anh rất sợ
- Thế giới bé của mẹ
- Thế giới hoạt hình
- Theo mẹ đến chùa
- Thích thì tỏ tình
- Thời gian nhanh quá
- Thư của mẹ
- Thủy tinh và cát
- Tik Tak
- Tiếng Anh đâu có khó
- Tiếng dương cầm trong đêm
- Tiếng đàn của thiên sứ
- Tiếng đàn Thạch Sanh
- Tiếng phong linh bên cửa sổ
- Tìm lại hạnh phúc
- Tin rằng em sẽ tới
- Tình anh vẫn như thế
- Tình pha lê
- Tình sao cay đắng
- Tình yêu đẹp như thế
- Tình yêu lặng lẽ
- Tình yêu mang theo
- Tình yêu trở lại
- Tối qua Sáng nay
- Trái tim băng
- Trái tim của gió
- Trân châu
- Tri kỷ
- Trước biển bình yên
- Trường Sa ca
- Tu tại tâm ta
- Từ khi em đến
- Tuyết chưa tan
- Uống
- Ừ, thì đôi khi
- Ước mơ con nhỏ bé
- Ước mơ của thiên thần
- Ước mơ đom đóm
- Và tôi vẫn hát
- Vào bếp
- Vâng! em yêu anh
- Vầng trăng khóc
- Vẽ
- Vẽ mùa đông
- Về đi em
- Vết thương lòng
- Vì sao
- Vì sao anh yêu em
- Vì tôi yêu Sài Gòn
- Viết cho những ngày mưa
- Viết tiếp câu chuyện hòa bình
- Việt Nam ngày mới
- Với lấy tình yêu
- Vòng tay ba mẹ
- Vòng tay mùa đông
- Vui cùng Nido
- Vui đến trường
- Vườn hoa sao rơi
- Xa lạ
- Xa muôn trùng mây
- Xót lục bình trôi
- Xin lỗi mẹ
- Xuân về hoa nở
- Yêu thương phai màu

Ca khúc "Nhật ký của mẹ" là một sáng tác tiêu biểu của nhạc sĩ Nguyễn Văn Chung. Sau khi ra mắt, bài hát đã gây xúc động mạnh cho các khán thính giả. Trong liveshow "Ký ức 10 năm" của nhạc sĩ Nguyễn Văn Chung, ca sĩ Hiền Thục đã bật khóc sau khi thể hiện bài hát này. Cô tâm sự lần nào hát ca khúc này cô cũng xúc động: "Tình cảm thiêng liêng của ca khúc khiến tôi không bao giờ kiềm chế được cảm xúc". Còn nhạc sĩ Nguyễn Văn Chung thì chia sẻ đây là ca khúc anh phổ nhạc từ những lá thư có thật của mẹ: "Nhờ có mẹ bên cạnh luôn lo lắng và động viên mà tôi có sự nghiệp sáng tác như hôm nay". Ca khúc Nhật ký của mẹ vừa được Trung tâm sản xuất Âm nhạc Casa Musica tại Đức đưa vào Tuyển tập những ca khúc hay nhất thế giới - The Best Vol 36, phát hành vào ngày 10-8-2015 thông qua kênh phân phối Mailoider và các shop trên toàn thế giới. Anh cũng cho biết: "Ca khúc là tác phẩm khiến tôi cảm thấy tự hào nhất trong sự nghiệp của mình".

## Nhận xét
Những sáng tác của Nguyễn Văn Chung đều được đầu tư kỹ lưỡng và cũng gặt hái được nhiều thành công. Ngay cả những nhạc sĩ nổi tiếng cũng từng khen tài nghệ của anh. Nhạc sĩ Nguyễn Ngọc Thiện nhận xét: "Thú thật, khi nghe Chiếc khăn gió ấm, chính tôi cũng bị chinh phục. Ở khía cạnh một người làm nghề, Nguyễn Văn Chung đã thể hiện một bước tiến dài trong việc phát triển khúc thức của bài hát. Tức câu chuyện tình yêu trong Chiếc khăn gió ấm thực sự là một câu chuyện có diễn biến và cao trào hẳn hoi. Rõ ràng, Chung đã có quá trình tìm tòi và đầu tư cho ca khúc này. Ở khía cạnh là người nghe nhạc, tôi lại bị thuyết phục bởi tình yêu có sự hi sinh này. Một tình yêu cao thượng là điều dễ làm tan chảy trái tim con người nhất. Tôi không thấy lạ khi ca khúc này được đông đảo khán giả yêu thích".

## Giải thưởng và đề cử
| Năm  | Giải thưởng   | Hạng mục                           | Đề cử    | Kết quả   | Chú thích |
| ---- | ------------- | ---------------------------------- | -------- | --------- | --------- |
| 2011 | Làn Sóng Xanh | Top 10 nhạc sĩ được yêu thích nhất | Bản thân | Đoạt giải | [ 16 ]    |
| 2012 | Làn Sóng Xanh | Top 10 nhạc sĩ được yêu thích nhất | Bản thân | Đoạt giải | [ 17 ]    |

### Khác
- Nhận kỷ lục "Nhạc sĩ trẻ sáng tác nhiều ca khúc thiếu nhi nhất Việt Nam" từ Tổ chức kỷ lục Việt Nam năm 2022.[18]
- Nhận giải thưởng 'Sống bằng sáng tạo' do tổ chức Viet Kings (Kỷ lục gia Việt Nam) vinh danh năm 2022.[19]
- Đại sứ truyền cảm hứng Giải thưởng Thiếu nhi Dế Mèn 2025.[20]
- Giải nhì cuộc thi sáng tác "Đất nước trọn niềm vui" với ca khúc "Làm theo di chúc thiêng liêng" (2025).[21]
- Nguyễn Văn Chung và Nguyễn Duyên Quỳnh được trao tặng giấy khen của Ban Tuyên giáo và Dân vận Thành ủy, giấy khen và thư chúc mừng của Hội Liên hiệp Thanh niên Việt Nam Thành phố Hồ Chí Minh, vì những đóng góp nổi bật trong việc sáng tác và quảng bá ca khúc Viết tiếp câu chuyện hòa bình (2025).[22]
- Bài hát Viết tiếp câu chuyện hòa bình đã giúp Nguyễn Văn Chung nhận được Giải A Giải thưởng âm nhạc năm 2023 của Hội Âm nhạc Thành phố Hồ Chí Minh, Giải C Giải thưởng Văn học nghệ thuật năm 2023 của Liên hiệp các Hội Văn học nghệ thuật Việt Nam.[23]
- Đại sứ Âm nhạc đầu tiên của Câu lạc bộ Đại sứ Hoa Xương Rồng (Quỹ Vì trẻ em khuyết tật Việt Nam)[24]